# El león del desierto
El león del desierto (Lion of the Desert) es una película estadounidense dirigida por Moustapha Akkad que pretende ofrecer un relato verídico de las luchas entre la Italia de Mussolini y las tribus beduinas de Libia.

## Argumento

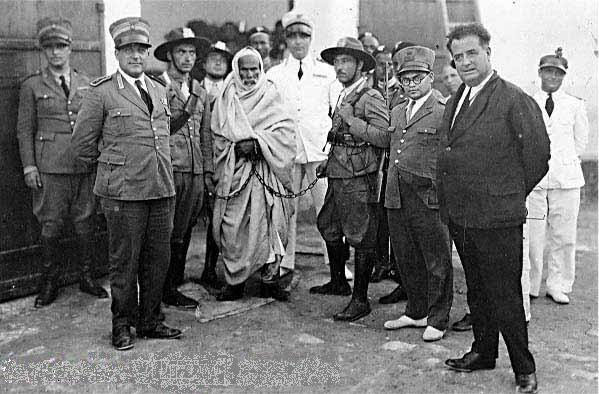
Omar Al-Mukhtar arrestado por las autoridades coloniales italianas.

En 1929, el dictador italiano Benito Mussolini (interpretado por Rod Steiger) sigue enfrentado a los 20 años de la guerra librada por los patriotas beduinos de Libia para luchar contra la colonización italiana y el establecimiento de la Cuarta Costa, el renacimiento de un Imperio romano en África. Mussolini nombra al general Rodolfo Graziani (Oliver Reed) como sexto gobernador de Libia, confiando en que un militar de tanta reputación pueda aplastar la rebelión y restaurar las disipadas glorias de la Roma Imperial. 
Para la resistencia a los opresores es una fuente de inspiración la dirección de un hombre, Omar Al-Mukhtar, interpretado por Anthony Quinn. Maestro de profesión y guerrillero por obligación que había iniciado la lucha contra el colonialismo occidental en 1899 en la colonia francesa del Chad, Al-Mukhtar se ha comprometido en una guerra que no se puede ganar durante su vida. Arrogante imperialista frente a visionario ideológico, el conflicto es entre dos enemigos implacables. El general Graziani controla Libia italiana con el poderío del ejército italiano. Tanques y aviones son utilizados en el desierto por primera vez. A pesar de su valentía, los árabes y bereberes de Libia han sufrido fuertes pérdidas, sus primitivas armas no son suficientes en una guerra mecanizada, pero a pesar de todo, han continuado la lucha, y se las han arreglado para impedir a los italianos que logren la victoria después de veinte años. 
Aunque Omar Al-Mukhtar y sus colegas guerrilleros utilizan armas primitivas, el general Rodolfo Graziani se ve forzado a reconocer y ser testigo de la grandeza y la habilidad de Omar en librar la guerra de guerrillas. Posteriormente, en una de las escenas Omar muestra sus cualidades humanitarias negándose a matar a un joven oficial que está desarmado, y en su lugar le entrega una bandera de Italia para que regrese con suyos. Omar asegura que, de acuerdo con los preceptos del Islam, no se debe matar a los soldados capturados, sólo luchar por la patria, luchar solo por necesidad u obligación, y que el islam enseña a odiar la guerra misma.

## Recepción
Akkad, el director de la película, había convencido al presidente de Libia Muammar al-Gaddafi para que invirtiera 35 millones de dólares en la producción de la misma. Posteriormente, Akkad, productor de éxito en Hollywood (Halloween y toda la serie subsiguiente), y que consideraba esta película como su mejor logro cinematográfico, culpó de la relativamente pobre recaudación de la película a la publicidad que había habido sobre este tema.
Pese al mal ambiente político y social contra la figura de Gaddafi, la película no recibió malas críticas en su estreno en Estados Unidos. La crítica del New York Times el día del estreno comentaba: «(...) gran película histórica que es cuanto menos técnicamente respetable y ocasionalmente espectacular en su geografía. La película es la mayor pieza de cine partidista que ha venido de Oriente Medio o el Norte de África desde Éxodo de Otto Preminger». En la misma crítica, el crítico del diario establece varios posibles paralelismos entre la película y diversos líderes y situaciones del mundo árabe, como el mismo Gaddafi, Yasir Arafat, y los campos de refugiados palestinos en Líbano.
En el mundo árabe la película, popularmente conocida por el nombre del personaje protagonista, Omar Mukhtar, fue muy bien recibida. Moustapha Akkad era muy conocido y reputado en el mundo árabe por su anterior película, El mensaje (1976).

## Censura en Italia
Las autoridades italianas prohibieron la película en 1982 porque, según el primer ministro Giulio Andreotti «dañaba el honor del Ejército». Parece ser que el veto fue puesto por el entonces subsecretario de Asuntos Exteriores Raffaele Costa, actualmente miembro de Forza Italia y presidente de la provincia de Cuneo desde 2004. El último acto del gobierno en contra de la película fue el 7 de abril de 1987, en Trento; después de este evento, los diputados del partido Democrazia Proletaria solicitaron al Parlamento que mostrara la película en la Cámara de Diputados.[cita requerida] La película nunca fue distribuida en Italia. Desde 1988, esta película ha sido proyectada ilegalmente en varios festivales de cine en Italia, sin interferencia por parte del gobierno. La película fue finalmente transmitida en televisión por Sky Italia el 11 de julio de 2009, durante la visita oficial a Italia de Muammar al-Gaddafi.   
El director y productor sirio Moustapha Akkad fue asesinado en Jordania en el 2005, durante un atentado kamikaze llevado a cabo por terroristas de Al Qaeda en Amán.